# Bathynomus obtusus
Bathynomus obtusus är en kräftdjursart som beskrevs av Magalhaes och Young 2003. Bathynomus obtusus ingår i släktet Bathynomus och familjen Cirolanidae. Inga underarter finns listade i Catalogue of Life.